# Баншите от Инишерин
„Баншите от Инишерин“ (на английски: The Banshees of Inisherin) е комедийна драма от 2022 г., написана и режисирана от Мартин Макдона. Филмът е копродукция на Ирландия, САЩ и Великобритания, с участието на Колин Фарел, Брендан Глийсън, Кери Кондън и Бари Когън.

## Сюжет
Внимание:  Текстът по-долу разкрива сюжета на произведението (или части от него)!
Пролетта на 1923 година. На малкия ирландски остров Инишерин живее Патрик Съливан заедно със сестра си Шивон. Патрик е добър и весел млад мъж, който обожава сестра си и едно магаре на име Джени. Един ден се случва нещо странно – Колм Дохърти, любител музикант и най-добър приятел на Патрик, започва напълно да го игнорира. Колм вече не пие бира с Патрик в бара и дори не общува с него. Докато обърканият Патрик се опитва да разбере какво се е случило, Колм заявява, че Патрик е твърде тъп и скучен и че Колм ще прекара остатъка от живота си в правене на музика и неща, с които ще го запомнят. Простосърдечният Патрик не вярва на приятеля си и смята, че Колм е обиден от него за нещо. Той се опитва да възстанови приятелството си с Колм, но той му отговаря с ултиматум – всеки път, когато Патрик го подразни или се опита да говори с него, Колм ще отреже един от пръстите на лявата си ръка с ножица за стригане на овце.
Шивон, сестрата на Патрик, и Доминик, млад селски идиот, който е влюбен в нея и непрекъснато я тормози, се опитват да сложат край на конфронтацията между бившите приятели, но усилията им не дават резултат. Пияният Патрик се изправя срещу Колм в кръчмата и когато той се опитва да се извини на следващия ден, Колм отрязва показалеца си и го хвърля по вратата на Патрик. Уморена от безнадеждния живот на малък остров, Шивон заминава за Ирландия и си намира работа в библиотека. Нещастният Патрик остава съвсем сам, а депресията му само се засилва. През това време Колм завършва написването на мелодията, която озаглавява „Баншите от Инишерин“, и започва да я репетира с няколко музиканти. Колм е много вдъхновен от музикалния си успех и е готов да се помири с Патрик, но той прави друга глупост – казва на Колм, че е подмамил един от музикантите да напусне острова. В отговор Колм отрязва останалите пръсти на лявата си ръка с ножица и ги хвърля близо до къщата на Патрик. По-късно Патрик намира магарето Джени мъртво, след като се е задавило с един от пръстите.
С разбито сърце Патрик обвинява Колм за смъртта на Джени и решава да изгори къщата на бившия си приятел за отмъщение. На следващия ден Патрик подпалва къщата и отвежда Сами, кучето на Колм, на безопасно място. Поглеждайки през прозореца преди да си тръгне, Патрик вижда Колм да седи вътре в горящата сграда. Местният полицай Педар, който е баща на Доминик, се отправя към къщата на Патрик, но е пресрещнат от г-жа Маккормик, която води Педар до трупа на Доминик, плаващ в езерото. Нещастникът не е понесъл раздялата с Шивон и се е самоубил. По-късно Патрик идва с кучето в опожарената къща на Колм и намира бившия си приятел да стои край морето. Колм изразява увереност, че разрушаването на къщата е сложило край на враждата им, но Патрик смята, че това щеще да е така, само ако Колм бе останал в къщата да изгори. Докато Патрик се кани да си тръгне, Колм му благодари, че се е грижил за кучето му, а Патрик отговаря: „По всяко време!“.

## Актьорски състав
| Актьор          | Роля                                                                                          |
| --------------- | --------------------------------------------------------------------------------------------- |
| Колин Фарел     | Патрик Съливан – жител на остров Инишерин, мил и забавен мъж                                  |
| Брендан Глийсън | Колм Дохърти – любител музикант и най-добрият приятел на Патрик, който спира да говори с него |
| Кери Кондън     | Шивон Съливан – сестра на Патрик                                                              |
| Бари Когън      | Доминик Киърни – млад селски идиот, влюбен в Шивон                                            |
| Гари Лайдън     | Педар Киърни – брутален полицай, единствен на острова, баща на Доминик                        |
| Пат Шорт        | Джонджо Дивайн – данъчен служител                                                             |
| Шийла Флитън    | г-жа Маккормик – старица, която жителите на острова смятат за вещица                          |
| Брид Ни Няхтен  | г-жа О’Риордан – пощенска служителка и главна клюкарка на острова                             |
| Джон Кени       | Джери                                                                                         |
| Арън Монаган    | Деклан                                                                                        |
| Дейвид Пиърс    | свещеник                                                                                      |

## Снимачен процес
- Снимките започват през август 2021 г. в Инишмор, Ирландия, и по-късно се преместват на остров Ахил, графство Майо, Ирландия. На остров Ахил заснемането е на езерото Коримор, залива Ким, пристанището Пъртин и църквата „Сейнт Томас“. Снимките приключват на 23 октомври 2021 г.
- В Rotten Tomatoes филмът има почти перфектен рейтинг от 97%.
- На премиерната прожекция на 6 септември 2022 г. на 79-ия филмов фестивал във Венеция, публиката аплодира филма с 13-минутни овации. Официалната премиера е на 21 октомври 2022 г. от „Сърчлайт Пикчърс“.
- В края на 2022 г. повече от сто издания, включително Associated Press, The Daily Beast и The Wall Street Journal, включват филма в списъците си за „Филм на годината“.
- Филмът започва с българската народна песен „Полегнала е Тодора“, изпълнена от Мистерията на българските гласове.[3]

## Награди и номинации
| Категория                              | Номиниран(и)                 | Резултат                |
| Оскар (12 март 2023 г.)                | Оскар (12 март 2023 г.)      | Оскар (12 март 2023 г.) |
| -------------------------------------- | ---------------------------- | ----------------------- |
| Най-добър филм                         | филм „Баншите от Инишерин“   | номинация               |
| Най-добър режисьор                     | Мартин Макдона               | номинация               |
| Най-добър актьор                       | Колин Фарел                  | номинация               |
| Най-добра поддържаща мъжка роля        | Брендан Глийсън и Бари Когън | номинация               |
| Най-добра поддържаща женска роля       | Кери Кондън                  | номинация               |
| Най-добър оригинален сценарий          | Мартин Макдона               | номинация               |
| Най-добра оригинална музика            | Картър Бъруел                | номинация               |
| Най-доър монтаж                        | Микел Ниелсен                | номинация               |
| БАФТА (19 февруари 2023 г.)            |                              |                         |
| Най-добър филм                         | филм „Баншите от Инишерин“   | номинация               |
| Най-добър британски филм               | филм „Баншите от Инишерин“   | награда                 |
| Най-добър режисьор                     | Мартин Макдона               | номинация               |
| Най-добра мъжка роля                   | Колин Фарел                  | номинация               |
| Най-добра поддържаща мъжка роля        | Бари Когън                   | награда                 |
| Най-добра поддържаща женска роля       | Кери Кондън                  | награда                 |
| Най-добър оригинален сценарий          | Мартин Макдона               | награда                 |
| Златен глобус (10 януари 2023 г.)      |                              |                         |
| Най-добър филм – мюзикъл или комедия   | филм „Баншите от Инишерин“   | награда                 |
| Най-добър режисьор                     | Мартин Макдона               | номинация               |
| Най-добър актьор в мюзикъл или комедия | Колин Фарел                  | награда                 |
| Най-добър актьор в поддържаща роля     | Брендан Глийсън и Бари Когън | номинация               |
| Най-добра актриса в поддържаща роля    | Кери Кондън                  | номинация               |
| Най-добър сценарий                     | Мартин Макдона               | награда                 |
| Най-добра филмова музика               | Картър Бъруел                | номинация               |
| Сателит (3 март 2023 г.)               |                              |                         |
| Най-добър филм                         | филм „Баншите от Инишерин“   | номинация               |
| Най-добър режисьор                     | Мартин Макдона               | номинация               |
| Най-добър актьор                       | Колин Фарел                  | номинация               |
| Най-добър актьор в поддържаща роля     | Брендан Глийсън              | номинация               |
| Най-добра актриса в поддържаща роля    | Кери Кондън                  | номинация               |
| Най-добра операторска работа           | Бен Дейвис                   | номинация               |
| Най-добър оригинален сценарий          | Мартин Макдона               | награда                 |
| Най-добра музика във филм              | Картър Бъруел                | номинация               |

## В България
В България филмът е пуснат по кината на 3 февруари 2023 г. от „Форум Филм България“.